# 罗卡夫卢维奥内
罗卡夫卢维奥内（義大利語：Roccafluvione），是意大利阿斯科利皮切诺省的一个市镇。总面积60.8平方公里，人口2136人，人口密度35.1人/平方公里（2009年）。ISTAT代码为044064。